# Centro Urbano Antonio Nariño
El Centro Urbano Antonio Nariño o CUAN es un conjunto residencial compuesto por 14 edificios. Se encuentra situado en la zona occidental del centro de Bogotá, en la localidad de Teusaquillo.

## Historia y características
El CUAN fue promovido y emprendido por Jorge Leyva, quien fue ministro de Obras Públicas durante la presidencia de Laureano Gómez. Tenía como fin convertirse en una solución de vivienda popular que debía seguir los lineamientos modernos fijados por el Congreso Internacional de Arquitectura Moderna (CIAM), como la reducción al mínimo del área de circulación o la eliminación de los lugares sin una función definida. Partió así mismo de la idea según la cual la vivienda masiva debía encontrarse en los proyectos en altura que permitieran densidades mayores. El diseño del conjunto es escueto y económico en cuanto al uso de elementos constructivos.
El Cuan se encuentra en la calle 25 con carrera 37, al nororiente de la localidad de Teusaquillo. Fue diseñado por Néstor C. Gutiérrez y Esguerra Sáenz, Urdaneta, Suárez y Cía. Se inauguró en 1952. Está compuesto por 14 edificios de apartamentos, ocho de 13 pisos y seis de cuatro pisos. El conjunto alberga 960 apartamentos y tiene capacidad para 6.400 personas. Cuenta así mismo con escuela primaria, colegio de bachillerato, iglesia, teatro y supermercado.